# Woolpit

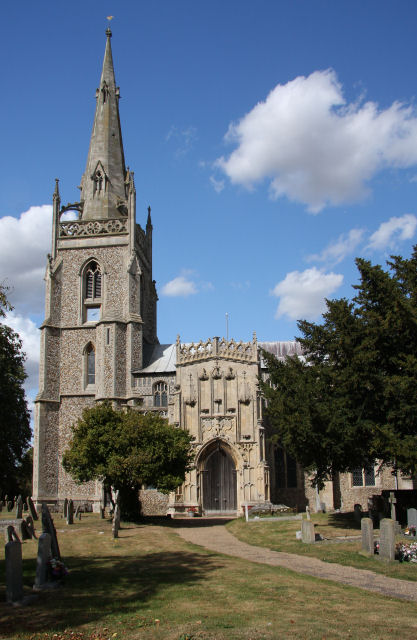
St. Mary’s Church, Woolpit

Woolpit ist eine Ortschaft in Suffolk, England. Sie liegt zwischen Bury St. Edmunds und Stowmarket und umfasst ca. 2000 Einwohner.

## Geschichte
Die Ortschaft wird erstmals urkundlich um 1005 nach Christus als Wlfpeta erwähnt, später, ab ca. 1130, als Vulfputes (lat. für „Wolfsgrube“). Einer Theorie zufolge handelt es sich bei W(u)lfpeta um eine abgewandelte Form des Wortes Ulfketel (mit derselben Bedeutung). Der Ortsname sollte wohl den angelsächsischen Ealdorman Ulfketel (eigentlich Ulfkell Snillingr; um 980 nach Christus) ehren. Dieser residierte in Thetford und hatte bei dem heutigen Woolpit mehrere Gehöfte anlegen lassen, wohl um der Wolfsjagd zu frönen. Wahrscheinlicher ist jedoch, dass der Ortsname von den altenglischen Wörtern Wlfpeta und Wulf pytt abstammt, die ebenfalls „Wolfsgrube“ bedeuten.
Während des Mittelalters war Woolpit ein vielbesuchter Wallfahrtsort. Ziel der Pilgerreisen war der Schrein Our Lady of Woolpit (dt. Unsere Dame von Woolpit), welcher in der örtlichen St. Mary-Kirche aufbewahrt wurde. Mit der Auflösung der englischen Klöster um 1540 endeten die Pilgerfahrten und Woolpit musste sich um unabhängige Einkommen bemühen. Um 1574 wurde eine Ziegelei gegründet und es wurden Mauerziegel von hoher Qualität gebrannt.
Woolpit ist heute vor allem durch die mittelalterliche Sage der grünen Kinder von Woolpit bekannt und lockt auch damit Touristen an.